# Bílá Nisa
Bílá Nisa (též Rýnovická Nisa) je pravostranný přítok řeky Lužická Nisa. Pramení u obce Bedřichov v Jizerských horách v místě zvaném Klikvová louka v nadmořské výšce 770 m. Bílá Nisa dále protéká obcí Bedřichov, Janov nad Nisou, tvoří předěl mezi Hraničnou a Loučnou (dnes části obce Janov nad Nisou), a dále Rýnovicemi, Mšenem, Prosečí nad Nisou a Jabloncem nad Nisou (dnes vše místní části města Jablonec nad Nisou). V místě zvaném Brandl na území města Jablonec nad Nisou se zprava vlévá do hlavního toku řeky Lužická Nisa.
Délka toku je 9 km. Je kuriozitou, že Bílá Nisa je delší o 2 km než hlavní větev řeky Lužická Nisa. Délka toku z Brandlu k prameni řeky Lužická Nisa činí pouhých 7 km. Oblast pramene řeky Lužická Nisa byla pro obyvatele přístupnější a snáze v terénu určitelná, proto prameniště v obci Nová Ves nad Nisou je označováno jako pramen Nisy přinejmenším od počátku 18. století. Prameniště Bílé Nisy není jednoznačné, Bílá Nisa vytéká z rašeliniště Klikvová louka.
V kartografii na mapách ale bývá u řeky Lužická Nisa jako horní tok znázorněna právě Bílá Nisa, jako linie, která se u města Jablonec nad Nisou ostře stáčí na sever.

## Název
Název v minulosti kolísal. Ustálen byl základ Nisa, kterým se ale v oblasti lidově nazývaly skoro všechny větší potoky.
Název Bílá Nisa se ustálil až ve 20. stol. V minulosti kolísal většinou podle úhlu pohledu mluvčího. Z historických písemností a map je doloženo, že obyvatelé obcí na levém břehu - zejména Mšena nad Nisou a Jablonce nad Nisou a maloskalského panství, řeku nazývali zpravidla jako Rýnovická Nisa, protože tekla před obcí Rýnovice. Když šli do Rýnovic, museli nejprve překročit Nisu. A obyvatelé pravého břehu - Rýnovic, Lukášova a libereckého panství Nisu nazývali jako Mšenská Nisa, protože tekla z jejich pohledu před Mšenem. Autoři místních poměrů neznalí měli v pojmenování zmatek, používali oba názvy. Novější je název Bílá Nisa, který se používal jako název vymezující se proti řece Černá Nisa, jejíž voda tmavší, protože vytéká z rašelinišť. Nicméně Hydrologický seznam podrobného členění povodí vodních toků ČR ji zná jako Nisu Rýnovickou.